# Josef Crha
Josef Crha (15. dubna 1927 – 12. února 1998) byl český fotbalista, československý reprezentant.

## Fotbalová kariéra
Za československou reprezentaci odehrál v letech 1953–1955 třináct utkání a vstřelil tři branky. V československé lize hrál za Dynamo Slavia Praha, ATK Praha a Spartak Praha Sokolovo. Se Spartou získal dva mistrovské tituly – roku 1952 a 1954.

## Ligová bilance
| Ročník                                     | Zápasy | Góly | Klub                   |
| ------------------------------------------ | ------ | ---- | ---------------------- |
| Státní liga 1947/48                        | -      | 8    | Dynamo Slavia Praha    |
| Celostátní československé mistrovství 1949 | -      | 0    | ATK Praha              |
| Celostátní československé mistrovství 1950 | -      | 8    | ATK Praha              |
| Mistrovství československé republiky 1952  | -      | 7    | Spartak Praha Sokolovo |
| Přebor československé republiky 1953       | -      | 2    | Spartak Praha Sokolovo |
| Přebor československé republiky 1954       | 13     | 2    | Spartak Praha Sokolovo |
| Přebor československé republiky 1955       | 22     | 9    | Spartak Praha Sokolovo |
| 1. československá fotbalová liga 1956      | 19     | 7    | Spartak Praha Sokolovo |
| 1. československá fotbalová liga 1957/58   | 22     | 9    | Spartak Praha Sokolovo |
| CELKEM                                     | 147    | 48   |                        |